# アントドルフ
アントドルフ (ドイツ語: Antdorf) はドイツ連邦共和国バイエルン州オーバーバイエルン行政管区のヴァイルハイム＝ショーンガウ郡に属す町村（以下、本項では便宜上「町」と記述する）で、ハーバッハ行政共同体を形成する自治体の一つである。

## 地理
アントドルフはオーバーラント地方に位置する。
町域の広さは2,237haで、その内訳は、農地 69.4%、森林 23.2%、公共交通用地 3.2%、住宅地・空き地 2.2%である。

### 自治体の構成
この町は、公式には 13の地区 (Ort) からなる。このうち小集落や孤立農場などを除く集落を以下に列記する。
- アントドルフ
- ブロイネツリート

## 歴史
アントドルフはエッタール修道院に属した。この町はバイエルン選帝侯領の一部で、閉鎖ホーフマルクを形成していた。バイエルンの行政改革に伴う1818年の市町村令により現在の自治体が成立した。

### 人口推移
- 1970年 784人
- 1987年 927人
- 2000年 1,059人

## 行政
町長はクラウス・コスタレーク (Unabhängige Wählergemeinschaft) である。彼は2014年に町長に就任した。

## 引用
1. ↑  https://www.statistikdaten.bayern.de/genesis/online?operation=result&code=12411-003r&leerzeilen=false&language=de Genesis-Online-Datenbank des Bayerischen Landesamtes für Statistik Tabelle 12411-003r Fortschreibung des Bevölkerungsstandes: Gemeinden, Stichtag (Einwohnerzahlen auf Grundlage des Zensus 2011)
2. ↑  Bayerische Landesbibliothek Online